# Radwanderweg

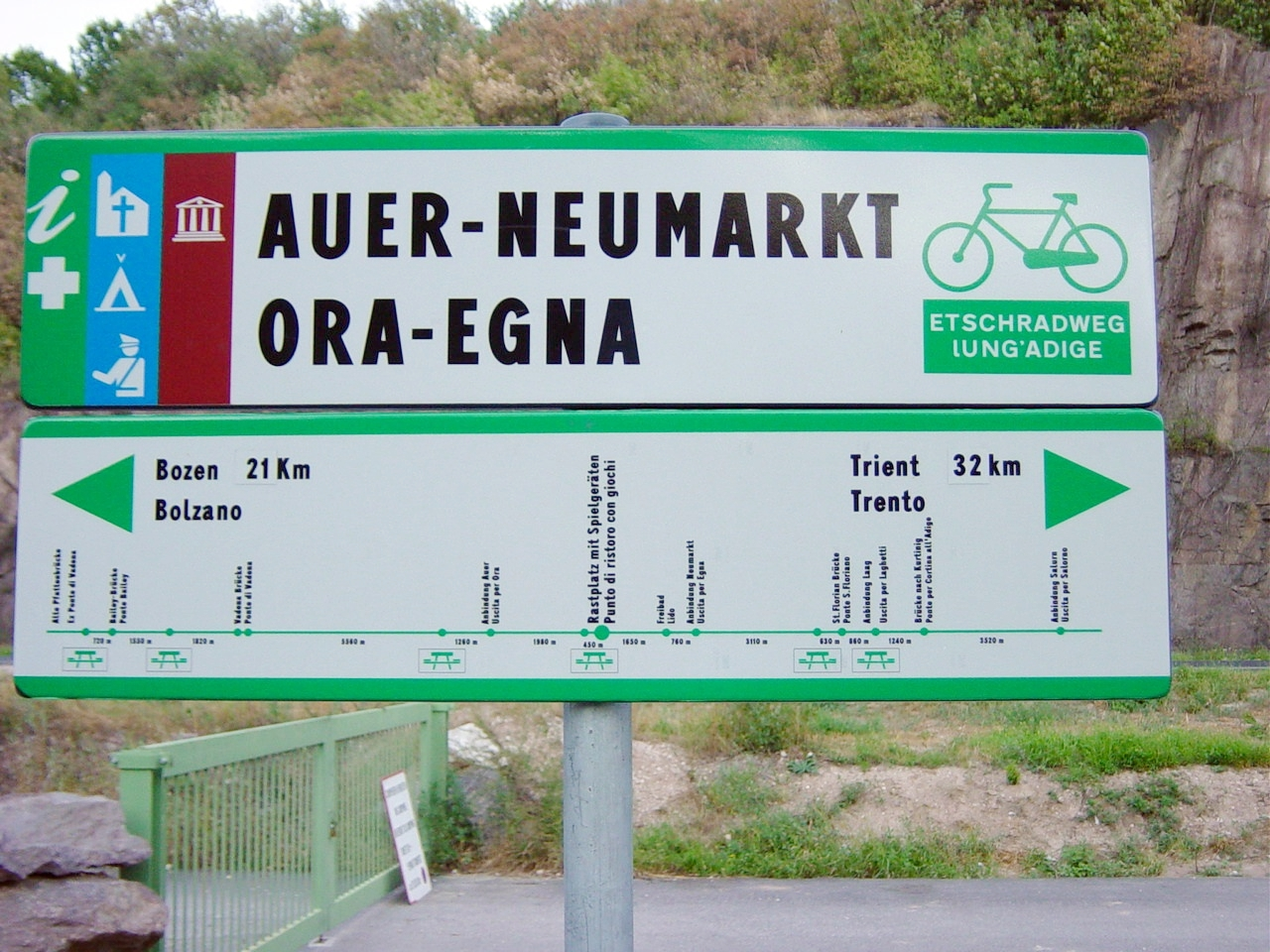
Beschilderung eines Radwanderwegs in Südtirol (Italien)

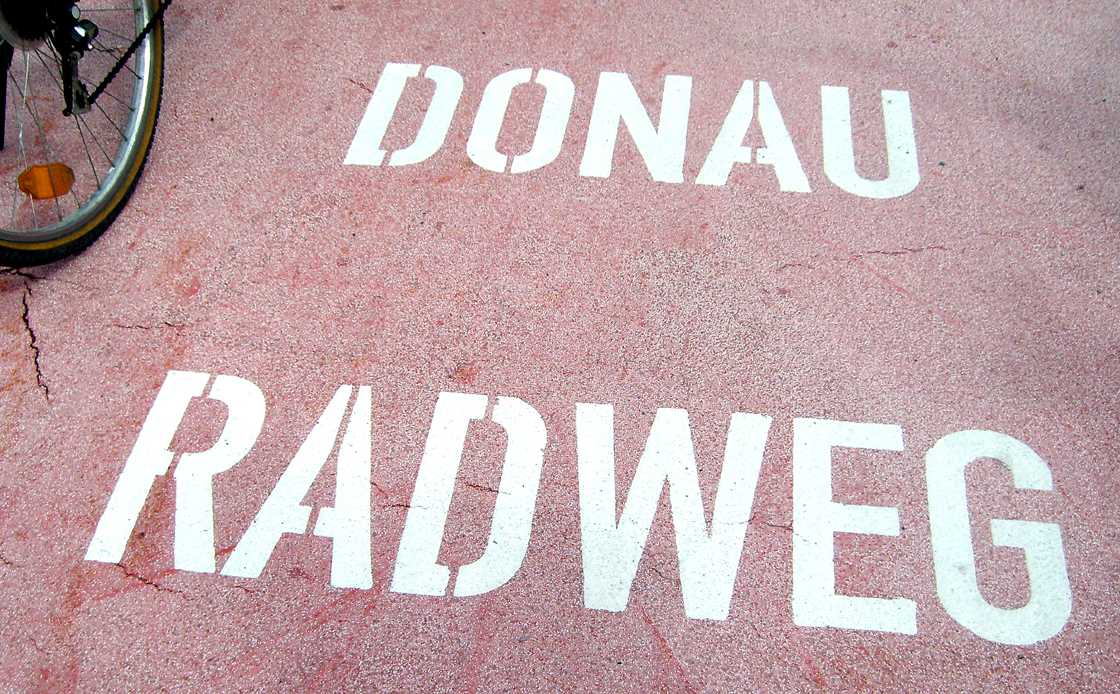
Start des Donauradwegs in Passau (Deutschland)

Radwanderwege sind ausgeschilderte Wegführungen, die vorrangig dem Fahrradtourismus dienen. Zur Orientierung auf Radwanderwegen dienen insbesondere Radwanderkarten als spezielle Topografischen Karten oder auch die breite Auswahl an digitalen Routenplanern. Touristische Radrouten werden auch als Radwanderrouten, meist jedoch vereinfacht als Radwege bezeichnet. Bei längeren touristischen Radrouten spricht man auch von Radfernweg, Radfernroute oder Fernradweg. Die Begriffe Radroute und Veloroute bezeichnen demgegenüber eher beschilderte Wegführungen für den Alltagsradverkehr. In der Schweiz werden die Radfernwege auch als Veloroute bezeichnet.

## Zur Bezeichnung
Obwohl ein großer Teil der touristischen Radrouten das Wort „Radweg“ im Namen trägt, sollten sie nicht mit „Radwegen“ im Sinn der Straßenverkehrsordnungen, Radverkehrsanlagen, verwechselt werden.
Die Bezeichnung der touristischen Radrouten ist regional und national unterschiedlich. So sind vor allem in Süddeutschland, Österreich und Südtirol neben „Radweg“ auch „Radwanderweg“ (in Analogie zum „Weitwanderweg“ der Bergsteigerei und dem „Reitwanderweg“) oder „Radwanderroute“ gebräuchlich, in der Schweiz vornehmlich „Radwanderroute“. Der Allgemeine Deutsche Fahrrad-Club (ADFC) empfiehlt für Fachdiskussionen und -literatur die Verwendung des Begriffs „Touristische Radroute“ statt „Radweg“ und für überregionale Radrouten den Begriff „Radfernweg“ statt des auch gebräuchlichen Begriffs „Fernradweg“.
Nicht auf Erholung oder Erkenntnisgewinn, sondern auf bessere Fortbewegung ausgelegt, sind die Radschnellwege.

## Führungsform
Der Begriff „touristische Radroute“ ist unabhängig von seiner Führungsform. Meist wird versucht, die Routen auf eigenständige Radwege oder verkehrsarme Nebenstraßen, Feld- und Waldwege zu legen. Führen touristische Radrouten über Hauptverkehrsstraßen, sind meist Radverkehrsanlagen vorhanden. Radrouten auf stillgelegten Bahntrassen ermöglichen Routen mit geringen Steigungen abseits von Autoverkehr.

## Themenradrouten
Touristische Radrouten orientieren sich häufig an kulturellen, naturellen oder geografischen Themen. Besonders beliebt sind Radrouten entlang von Flüssen und Kanälen, da sie Naturerlebnis mit einer steigungsarmen Trassierung verbinden können (z. B. Oder-Neiße-Radweg). Andere Routen verbinden Kulturdenkmäler (wie der Umgebindehausradweg), geschichtliche Orte (wie Krabat-Radweg) oder besonders interessante Naturräume (wie beim Wolfsradweg). Themenradrouten eignen sich besonders gut zur Vermarktung durch Tourismusverbände und Fremdenverkehrsämter. Dazu gibt es Broschüren, Webseiten und Werbeanzeigen, mit denen Fahrradreisende in die Tourismusregion gelockt werden sollen. Nicht immer ist die kürzeste oder steigungsärmste, sondern die interessanteste Strecke das Ziel, weswegen touristische Radrouten nicht immer auch für den Alltagsradverkehr attraktiv sind.

## Wegweisung

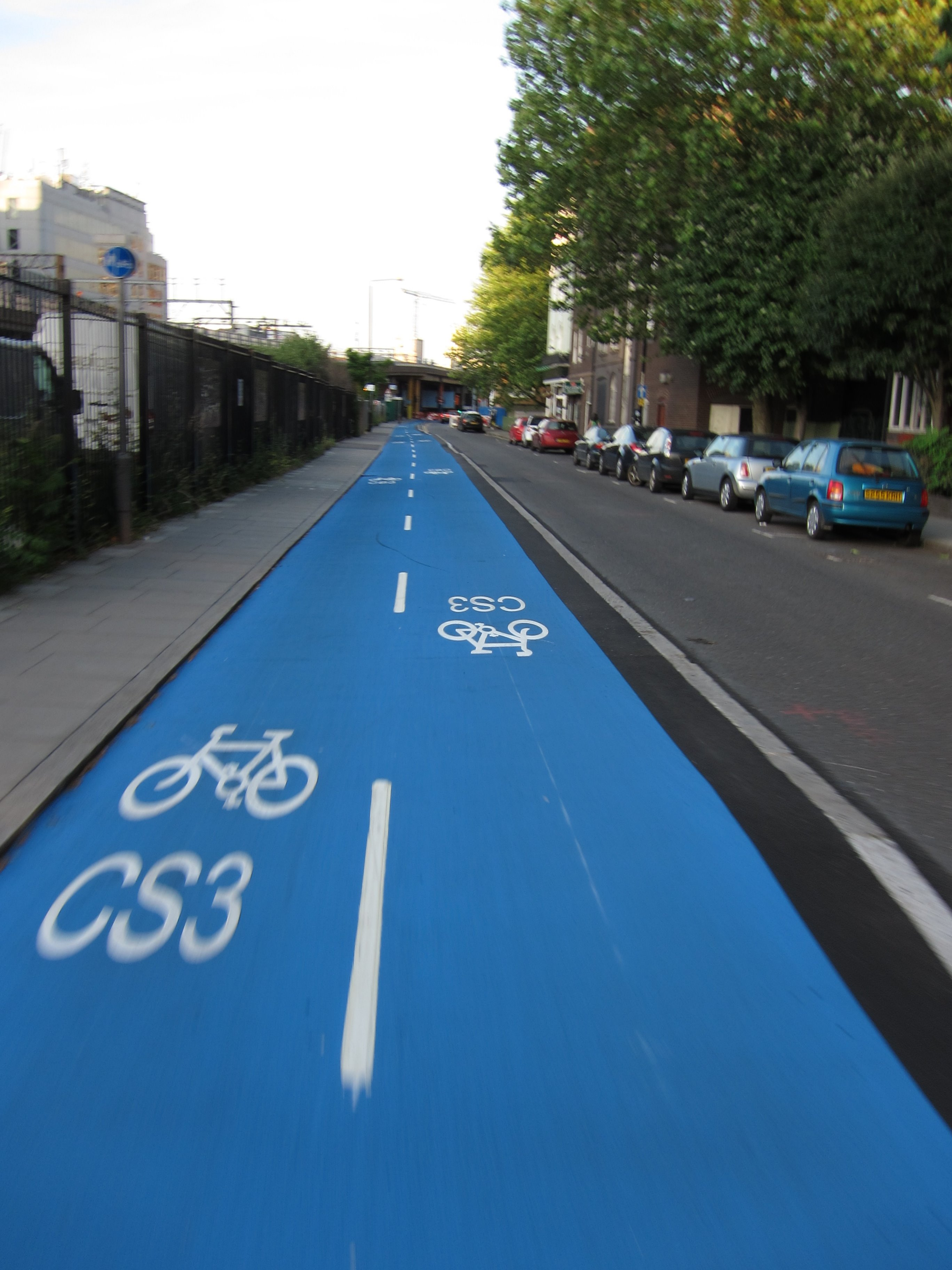
Blau markierter Radschnellweg in England

Wichtiges Merkmal von touristischen Radrouten ist eine durchgehende Wegweisung. Wurden früher einfache Wegweiser ähnlich Wanderwegweisern verwendet, so ist es heute üblich, kleine Schilder mit Routenpiktogrammen an genormte Hauptwegweiser anzuheften.

Tabellenwegweiser
Pfeilwegweiser
Zwischenwegweiser

## Klassifizierung

Logo von Bett+Bike

Der ADFC bietet seit 2006 an, Radfernwege nach einem strengen Maßstab zu überprüfen und mit einer Sternezahl als Qualitätsradroute zu klassifizieren. In die Bewertung gehen dabei folgende Kriterien mit unterschiedlicher Gewichtung ein: „komfortable Befahrbarkeit“ (Breite & Barrierefreiheit), Oberfläche, Wegweisung, Routenführung, (Verkehrs-)Sicherheit, Anbindung an den öffentlichen Verkehr, touristische Infrastruktur (Bett+Bike-Übernachtungsmöglichkeiten, Gastronomie, Rastplätze usw.) und die Vermarktung (Karten/Apps, Buchungsportale usw.).
Nach spätestens drei Jahren ist für eine Nachklassifizierung eine erneute Prüfung notwendig, damit der Radfernweg weiterhin als Qualitätsradroute vermarktet werden darf. Da die Kriterien sehr streng sind, werden selten 5 Sterne vergeben. Bereits  Routen mit 3 oder 4 Sternen sind von guter bis sehr guter Qualität (ähnlich den Sternen für Hotels).

## Wege der Länder und Regionen

### Internationale Radfernwege in Europa
- Berlin–Kopenhagen Radweg: Berlin – Kopenhagen
- Iron Curtain Trail (EuroVelo-Route 13): entlang des ehemaligen Eisernen Vorhangs von Norwegen bis zum Schwarzen Meer
- Bodensee-Radweg: rund um den Bodensee
- Donauradweg (EuroVelo-Route EV6): Donaueschingen – Schwarzes Meer
- Römer-Radweg: Passau (Bayern) – Enns (Oberösterreich)
- Drauradweg: Toblach – Maribor
- Europaradweg R1: Boulogne-sur-Mer – Sankt Petersburg
- Nordseeküsten-Radweg (EuroVelo-Route EV2): rund um die Nordsee
- Ostseeküsten-Radweg (EuroVelo-Route EV10): rund um die Ostsee
- Paneuropa-Radweg: Prag – Paris
- Rheinradweg: Oberalppass (Schweiz) – Rheinmündung bei Rotterdam (Niederlande)
- Vennbahn (Radweg): Aachen – Ulflingen (Luxemburg)
- Via Romana: Xanten – Nijmegen
- Via Claudia Augusta: Donauwörth/Augsburg – Italien

Es besteht das Projekt EuroVelo des Europäischen Radfahrer-Verbandes, wonach zwölf europäische Radfernwege mit einer Länge von über 60.000 Kilometern entstehen sollen. Davon existieren derzeit etwa ein Drittel, tatsächlich beschildert ist aber nur ein Bruchteil. Ein sehr weitgehender Überblick über Radfernwege in Europa ist im Portal Radwege für mehrtägige Radwanderungen in Europa zu finden.

### Radfernwege in Deutschland

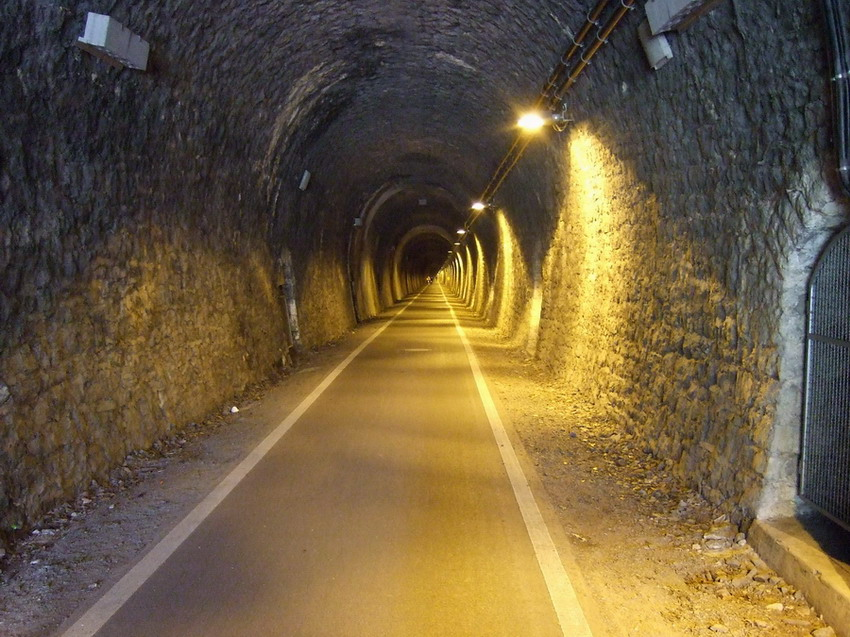
Blick in den Milseburgtunnel in Deutschland – mit 1145 m Länge ist das Bauwerk der Höhepunkt des Milseburgradwegs auf einer ehemaligen Bahntrasse in der Rhön. Selbst im Hochsommer bei mehr als 30 Grad Celsius Außentemperatur wird es im Tunnel maximal 10–12 Grad „warm“.

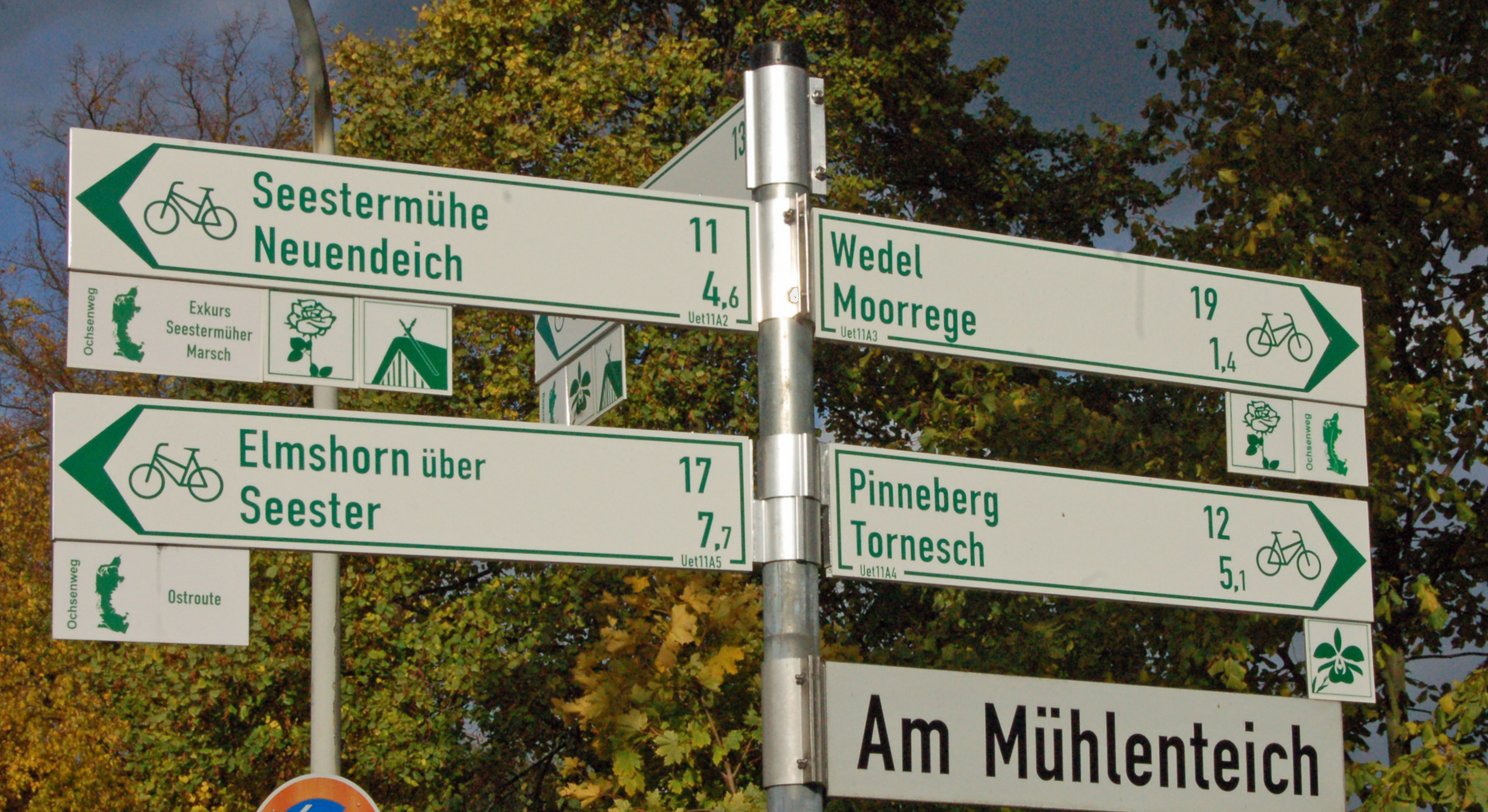
Fahrradwegweiser mit Routenpiktogrammen in Deutschland

Landes- und kommunale Tourismus-Marketing-Gesellschaften richten gern zur Förderung des regionalen Tourismus touristische Fahrradrouten ein. Der Allgemeine Deutsche Fahrrad-Club empfiehlt für Radfernwege eine Reihe von Mindestkriterien.
- eindeutiger Name
- Konzeption als Strecke, Rundkurs oder Netz
- Mindestlänge 150 Kilometer oder empfohlene Notwendigkeit von zwei Streckenübernachtungen
- durchgängige Befahrbarkeit mit dem Fahrrad, auch mit Tandem oder Anhänger
- mindestens zwei Meter breit
- bei jedem Wetter befahrbar
- einheitliche und durchgängige Wegweisung
- naturnahe Routenführung
- möglichst geringe Belastung durch Kraftfahrzeugverkehr
- touristische Infrastruktur entlang der Route (Restaurants, Hotels, Herbergen, Campingplätze)
- Anbindung an den öffentlichen Personennahverkehr
- regelmäßige Kontrolle und Wartung

Auch innerhalb dieser Kriterien kann die Qualität der Radfernwege sehr unterschiedlich sein, so durch unterschiedliche Fahrbahnbeläge, lokale Steigungen und gelegentliche Strecken an oder auf Straßen mit hoher Kfz-Belastung. Eine Datenbank oder Kartenmaterial mit Hinweisen auf solche Mängel wie sogenannten „unvermeidlichen Lückenergänzungen“ sind noch nicht etabliert, entsprechende Karten sind jedoch für einige Regionen verfügbar.
In diesem Sinne hat der ADFC ein Radnetz Deutschland vorgeschlagen, das aus 12 Premiumrouten bestehen soll. Daneben ist auch ein Netz primär städteverbindender Routen vorhanden. Das Land Nordrhein-Westfalen weist seit 2013 unter dem Titel Alleen-Radwegeprogramm Radwege auf stillgelegten Bahntrassen aus; derzeit 364 km.

### Radwanderwege in Österreich
In Österreich werden die Radwanderwege seitens der Landesregierungen in Zusammenarbeit mit den Gemeinden, in deren Kompetenzbereich sie baulich fallen, der nationalen Tourismusorganisation Österreich Werbung (ÖW) und den Landestourismusorganisationen erarbeitet. Diese Radwege sind durchwegs durch die Geoinformationssysteme der Länder (auf Spezialkarten der Mapserver der Länder, auch zusammengefasst unter geoland.at), bis auf Katasterebene einsehbar zugänglich, und als Kartenmaterial publiziert.
Die internationale Anbindung erfolgt in Zusammenarbeit mit der Radorganisation EuroVelo und im Rahmen von EU-Projekten (INTERREG). Neben den klassischen Fernrouten ist in Österreich naturgemäß auch das Wegenetz der Mountainbiketracks im alpinen Gelände gut erschlossen. Hier arbeiten die Länder im Besonderen mit dem Österreichischen Alpenverein (ÖAV) und den anderen Alpinvereinen, die Bergwege und Hütten betreuen, zusammen. Forciert wird auch die Zusammenarbeit mit ÖBB und ÖBB-Postbus, was den einfachen Transport und Verleih von Rädern für Ferntouren betrifft.
In Österreich weisen die amtlichen Kartenwerke und Landestourismusinformationen aus.
- Das Burgenland hat ein umfassendes Netz an 2.500 km (größtenteils asphaltierten) markierten Radwanderwegen und 433 km Mountainbikestrecken ausgebaut. Detailliertes Kartenmaterial wird in Form von Onlinedokumenten angeboten[8][9]
- Die 1.300 km markierten Radwege in Kärnten führen größtenteils entlang der Flüsse oder rund um Seen.[10] Die bekannteste Radtour ist der Drauradweg, der am Ursprung der Drau in Italien beginnt, quer durch Kärnten verläuft und in Varaždin in Kroatien endet. Bekannte Radwanderwege sind auch die um den Wörthersee, den Millstätter See sowie die Südkärntner 6-Seen-Runde.[11] Für Mountainbiker bietet die Region Nockberge 700 km beschilderte Touren für alle Leistungsstufen.[12]
- Niederösterreich verfügt über etwa 4000 km Radwegenetz,[Anm 1] und hat eine Kampagne RADLand gestartet, um dieses noch auszubauen. Unter den zahlreichen Touren der Klassen familienfreundlich, sportlich, genussvoll und Bike sind 7 Großtouren als Top Radroute ausgewiesen. Erschienen sind vier Kartenwerke (Radkarte Weinviertel Ost, Radatlas Mostviertel, Radatlas Waldviertel und bikeline Kamp-Thaya-March Radtourenbuch).[13][14][15]
- 5000 km Radweg bestehen in Oberösterreich, 2200 km davon werden als „touristisch besonders interessante Radrouten-Highlights“ bezeichnet (30 Hauptrouten, 7 Verbindungswege zwischen den einzelnen Routen), die den Schwerpunkt des oberösterreichischen Landesradwanderwege-Konzeptes bilden. Der Fokus liegt auf Familienfreundlichkeit und Trassierung „abseits vom Straßenverkehr, entlang von Flüssen und Seen.“[16]
- In der Steiermark wird ein Radroutennetz von 1.000 km ausgewiesen, über das sich 64 Radrouten erstrecken, davon 13 Hauptradrouten. Eingeteilt werden die Wege in die Sparten Flussradeln, Genussradeln, Familienradeln und Mountainbiken. Herausgegeben wird die kostenlose Radkarte Steiermark[17][18][19][20]
- Das Land Salzburg hat bisher 630 km Radverkehrsweg ausgebaut (bis 2015 sind 760 km in flächendeckendem Ausbau geplant), und 6.000 beschilderte Rad- und Mountainbikewege mit insgesamt 2000 km. Seit der Ausrichtung der UCI-Straßen-Weltmeisterschaften 2006 ist besonders der Raum um die Stadt Salzburg mit Straßenrouten erschlossen, 6 Radwanderwege sind als Top Radroute ausgewiesen, davon drei Mehrtagesrouten. Die Salzburger Landesregierung hat ein eigenes Radverkehrsinformationssystem namens LAS WEGAS aufgebaut.[21][22][23][24]
- Die Tiroler Landesregierung weist 1.000 km Radwanderwege in ganz Tirol (enge Zusammenarbeit besteht mit der Südtiroler Landesregierung) aus, und fasst 29 überregionale Radwanderwege zusammen.[25][26][27][28]
- Vorarlberg bietet innerhalb der 250 km Radwege vorrangig ein Kurzstreckennetz, speziell ausgewiesen sind etwa zehn Radwandertouren, die teils in das internationale Fernwegenetz eingebunden sind.[29][30]
- Von den 1100 Kilometern Radverkehrsnetz (Stand 2006) in Wien sind 7 Radrouten als Themenradwege ausgewiesen – sofern sie nicht Teil oder Alternative zu den niederösterreichischen Fernwegen sind, sind auch sie naturgemäß Kurzstrecken.[31][32] Auch hier ist als Radkarte Wien ein Kartenwerk veröffentlicht.[33]

Zu den bekanntesten transnationalen Routen Österreichs zählen der Donauradweg (Passau – Linz – Wien – Preßburg, EuroVelo-Route EV6, R1 OÖ, R6 NÖ; die meistbefahrene Radroute Europas), die Route Via Bavarica Tyrolensis – Inntal-Radweg – EV7 Sonnen-Route (Linz - Salzburg - Lienz) sowie die Baltisch-Adriatische Route (EV9 Brünn - Wien - Marburg).

### Radwanderrouten in der Schweiz

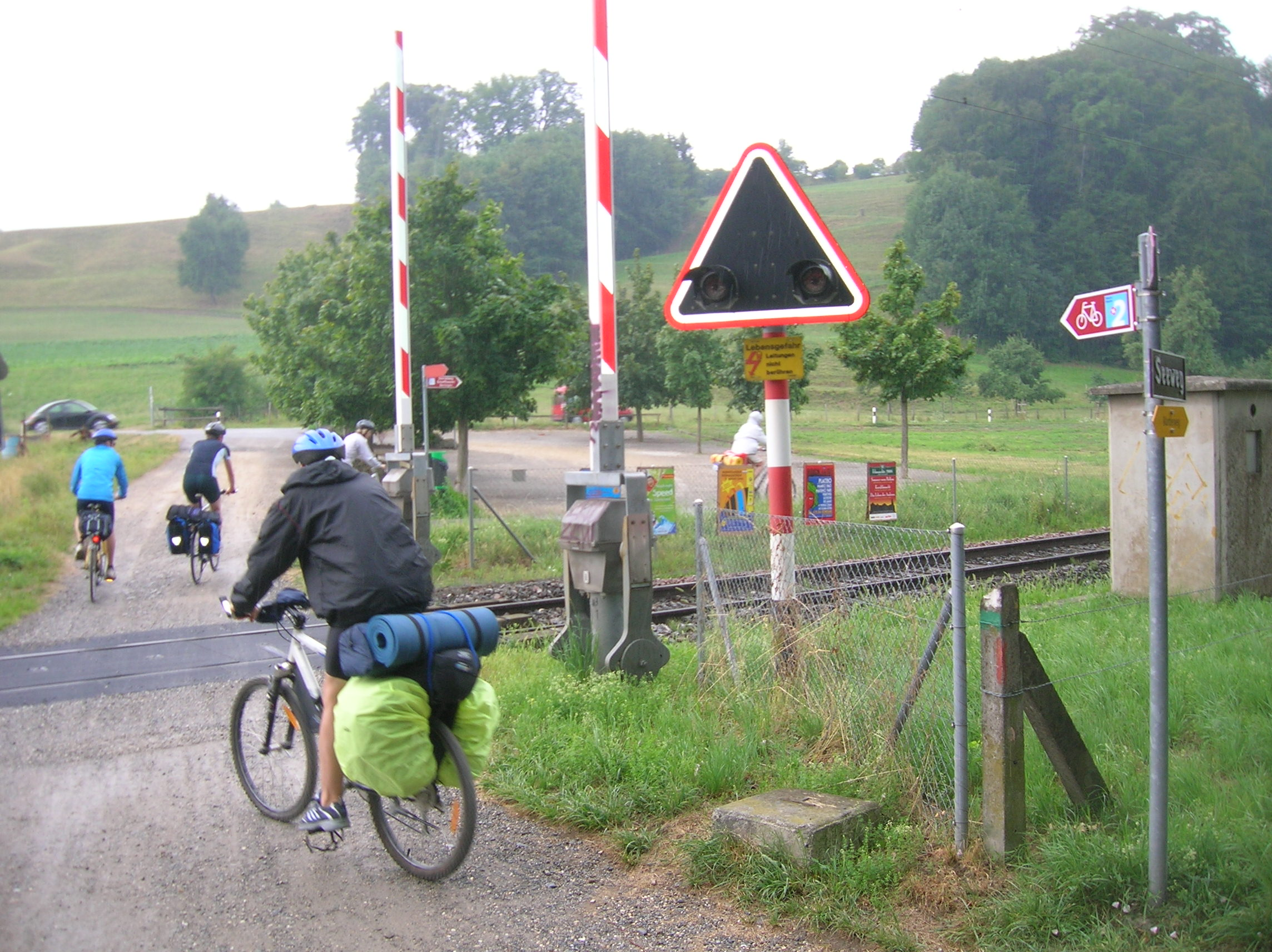
Radfahrer auf der schweizerischen Rhein-Route

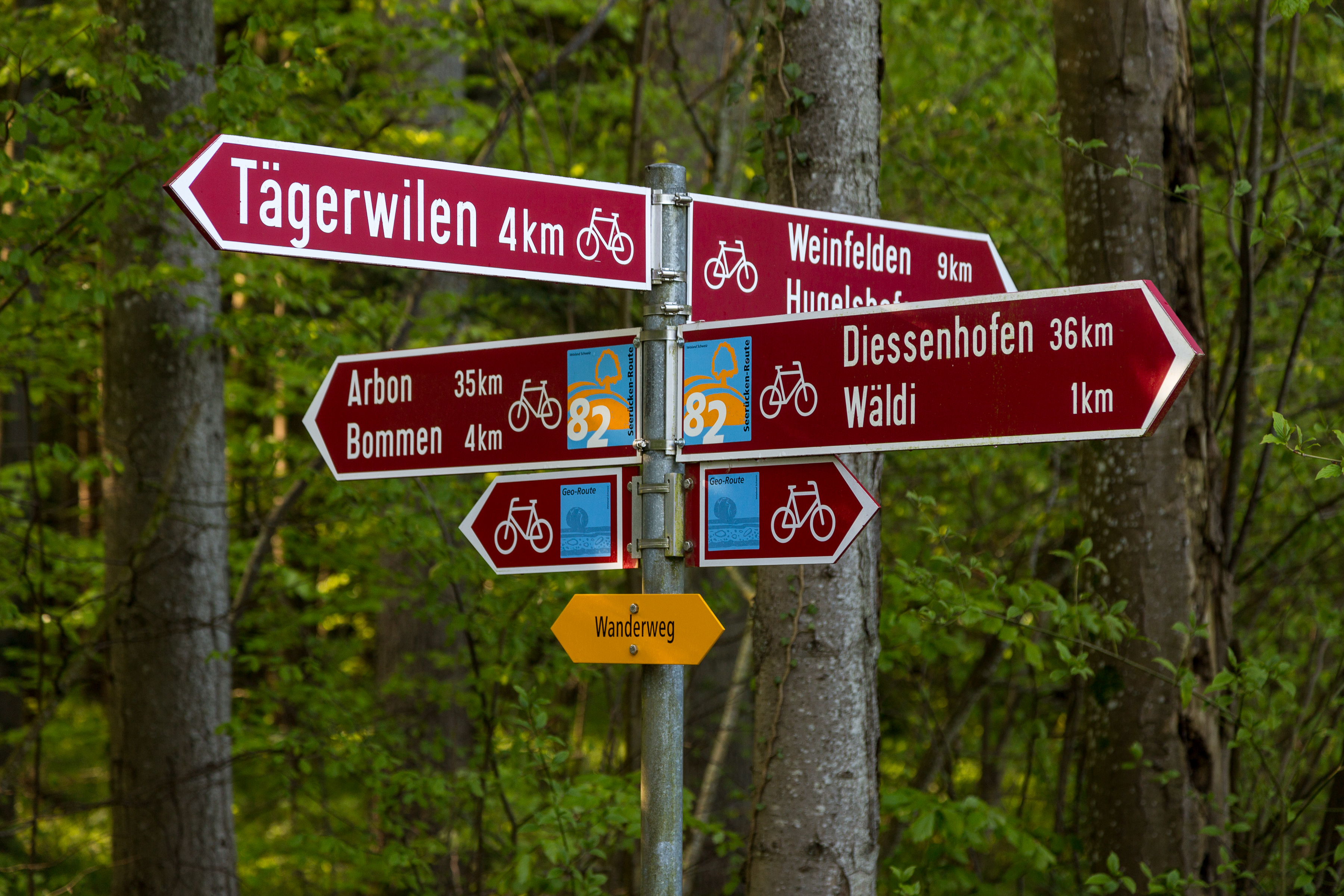
Velo-Wegweiser im Tägerwiler Wald (Schweiz)

Die Stiftung Veloland Schweiz unterscheidet zwischen nationalen und regionalen Radwanderrouten. Die neun nationalen Radwanderrouten, welche rote Markierungen tragen, sind:
- Rhone-Route (309 km; Nationalroute 1)
- Rhein-Route (424 km; Nationalroute 2)
- Nord-Süd-Route (363 km; Nationalroute 3)
- Alpenpanorama-Route (483 km; Nationalroute 4)
- Mittelland-Route (369 km; Nationalroute 5)
- Graubünden-Route (152 bzw. 128 km; Nationalroute 6)
- Jura-Route (275 km; Nationalroute 7)
- Aare-Route (305 km; Nationalroute 8)
- Seen-Route (497 km; Nationalroute 9)

### Radwanderwege in Südtirol
- Radroute 1 „Brenner–Salurn“: Die Route durchquert Südtirol in Nord-Süd-Richtung vom Brennerpass durch das Wipptal und Eisacktal nach Bozen und weiter zur Salurner Klause.
- Radroute 2 „Vinschgau–Bozen“: Die Route erschließt den Westteil Südtirols vom Reschenpass durch den Vinschgau nach Meran und weiter durchs Etschtal nach Bozen.
- Radroute 3 „Pustertal“: Die Route zweigt bei Brixen vom Eisacktal ab und führt durch das Pustertal an Bruneck vorbei bis zum Drauradweg.

### Nationale Radrouten in Dänemark
In Dänemark existieren neben vielen regionalen Routen elf nationale Radrouten (Nr. 11 ist nicht vergeben).
- (1) Vestkystruten, 560 km
- (2) Hanstholm–København, 420 km
- (3) Hærvejsruten, 450 km
- (4) Søndervig–København, 310 km
- (5) Østkystruten, 650 km
- (6) Esbjerg–København, 330 km
- (7) Sjællands Odde–Rødbyhavn, 240 km
- (8) Sydhavsruten (Rudbøl–Møn), 360 km
- (9) Helsingør–Gedser, 290 km
- (10) Bornholm rundt, 105 km
- (12) Limfjordsruten, 610 km

### Radwanderwege in Frankreich
In Frankreich gibt es Radwanderwege und eine entsprechende Beschilderung unter der Bezeichnung Véloroutes; zudem diverse grenzüberschreitende Radwanderwege im Rahmen der europäischen Zusammenarbeit, z. B. der Itinéraire cyclable européen (Europäischer Radwanderweg) Molsheim–Strasbourg–Kehl–Offenburg.

### Radrouten in Großbritannien
Im National Cycle Network (NCN) waren 246 Radrouten ausgewiesen (Stand 25. April 2019). Als erster Radwanderweg wurde 1984 der 15 Meilen lange Bristol and Bath Railway Path eröffnet, der über eine stillgelegte Eisenbahnstrecke verläuft (jetzt ein Streckenabschnitt der National Cycle Route 4). Die Gesamtstrecke aller NCN-Radrouten waren auf rund 20.000 Kilometer gewachsen (Stand: November 2018), allerdings führten sie auch über vom Autoverkehr genutzte Straßen. 2020 wurde das Netz um alle Strecken mit Autoverkehr, auch um einige der beliebtesten Strecken, und um die wenig befahrenen, aber teilweise unübersichtlichen Strecken auf den Hebriden sowie um für unsicher befundene Wege reduziert. Danach hatte das Netz 2024 insgesamt 5158 Meilen (8300 km) Radwege ohne Autoverkehr.

### Landesweite Radrouten in den Niederlanden

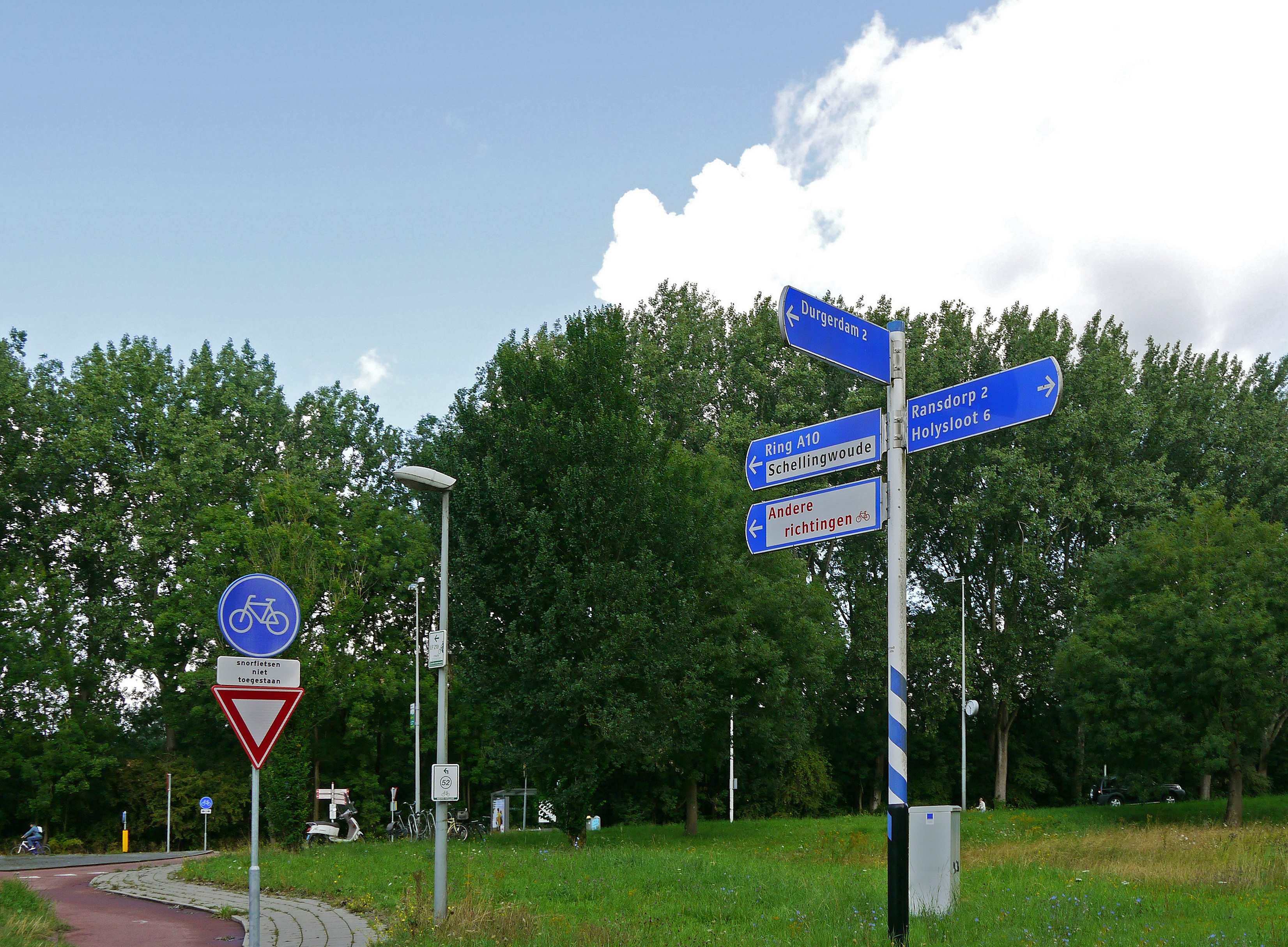
Amsterdam: Ein Schild am Laternenmast weist zum Knotenpunkt 52.

Die Niederlande unterhalten ein dichtes Netz an Radfernwegen, die so genannten Landelijke Fietsroutes (kurz LF-routes). Darüber hinaus ist das ganze Land von einem System von Fahrradknotenpunkten (niederl.: knooppunt) durchzogen, wodurch sich sehr individuelle Möglichkeiten der Routengestaltung ergeben. Die 24 Knooppuntnetwerken kümmern sich um die Nummerierung der Knotenpunkte und die Beschilderung der Wege.

### Nationale Radrouten in Norwegen
In Norwegen gibt es ein nationales Radroutennetz (Nasjonale sykkelruter) von zehn Wegen, die (bis auf die Radwege Nr. 1 und 10) alle im südlichen Teil des Landes verlaufen.

### Radwanderwege in Spanien
Im Rahmen des Projektes Vías Verdes (grüne Wege) wurden stillgelegte Eisenbahnstrecken zu Radwanderwegen umgenutzt.

### Radtrails in Kanada
In Kanada besteht der Trans Canada Trail.

### Radrouten in den USA
In den USA gab es mangels eines nationalen Radwegenetzes lange nur Verbände wie die Adventure Cycling Association (ACA), die Empfehlungen und Führungen für Themen- und Fernrouten anboten. Von staatlicher Seite beschränkte man sich auf lediglich zwei Routen, die seit 1982 existieren und größtenteils den Empfehlungen der ACA folgten. Erst 2003 begann eine Arbeitsgruppe der AASHTO das nationale Radwegenetz grundlegend zu überarbeiten und stellte 2008 erste Ergebnisse vor. 2009 zog die Federal Highway Administration die Planungen an sich und präsentierte schließlich 2011 ein enorm erweitertes und nummeriertes Radwegenetz durch die gesamten Vereinigten Staaten. Es handelt sich hierbei nach aktuellen Stand jedoch größtenteils um Korridorempfehlungen, in denen zukünftig einmal eine Radroute verlaufen soll – eine tatsächliche Wegeführung oder Beschilderung existiert vorerst nur an einigen Stellen.
Darüber hinaus werden auch immer mehr ungenutzte Bahnstrecken in Fahrradwege umgewandelt (Rails to Trails) und im Umfeld einiger Städte existieren regionale Radroutennetze.

## Mountainbike-Routen

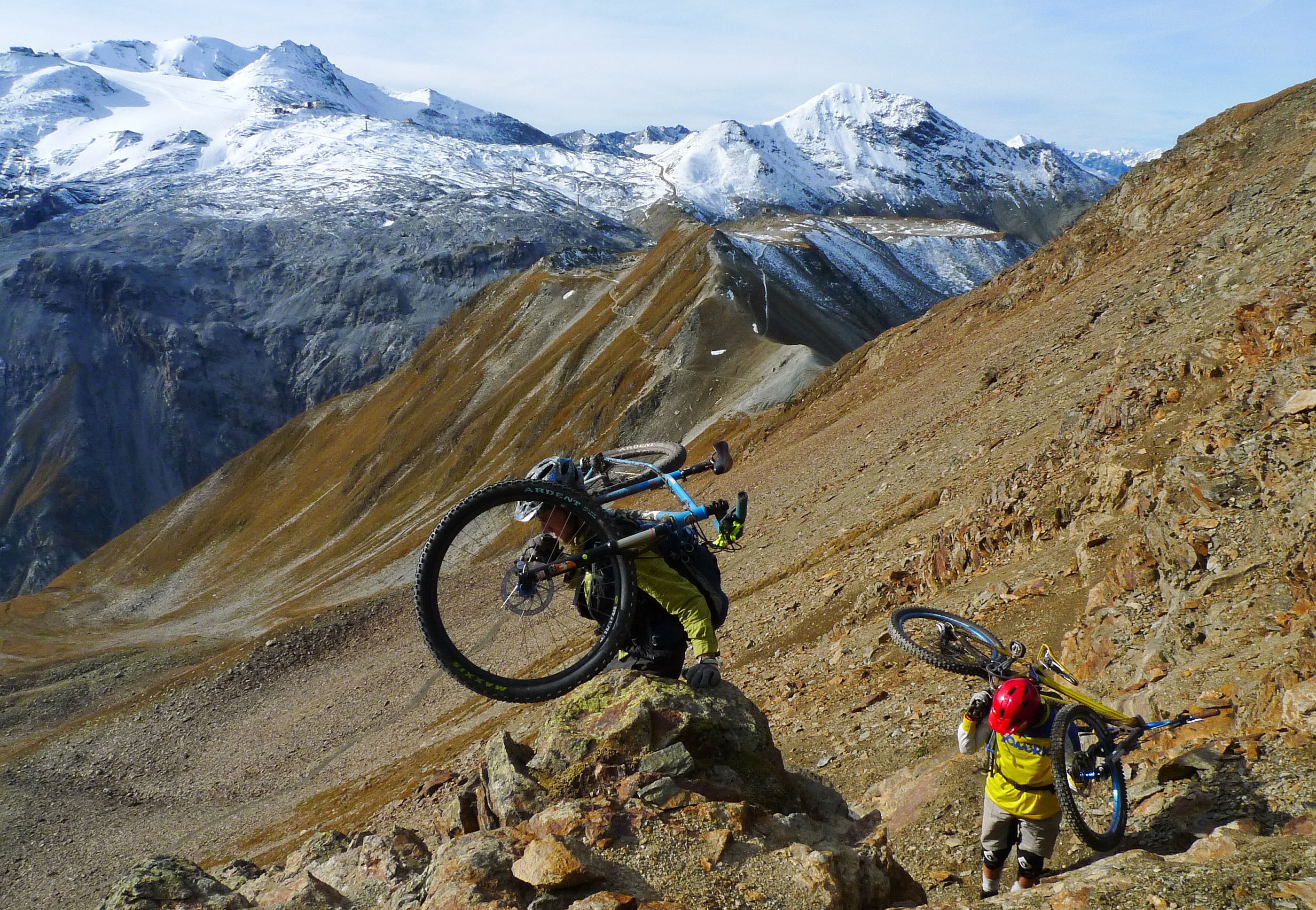
Gelegentlich sind bei alpinen Mountainbike-Routen Schiebe- oder Tragestrecken unvermeidbar

Im europäischen Alpenraum werden „Transalp-Routen“ von Mountainbikern befahren. Diese Routen sind als Fernradwege zugleich europäische Alpenüberquerungen, die in hochalpine Regionen führen. Sie sind auf mehrere Tage angelegt und erfordern gelegentlich Trittsicherheit. Und unter Umständen kommen auch Schiebe- und Tragestrecken auf steilen Geröllabschnitten hinzu. Vielfach publiziert, sind sie ausschließlich im Sommer befahrbar und nicht eigens ausgeschildert. Diese Fahrradrouten nutzen die alpine Infrastruktur, die unter anderem von Alpenvereinen, wie DAV, SAC, AVS und ÖAV, geschaffen wurden. Sie werden stetig erhalten mit hochalpinen Schutzhütten, Gebirgspfaden, Wegnetzen, modernem Wanderkartenmaterial und klaren Wegmarkierungen.
Zu diesen europäischen Mountainbike-Routen gehören
- die Heckmair-Route, erschlossen und publiziert 1989/1990
- die Joe-Route, erschlossen und publiziert 1995
- die Albrecht-Route, erschlossen und publiziert 2005